# طباعة

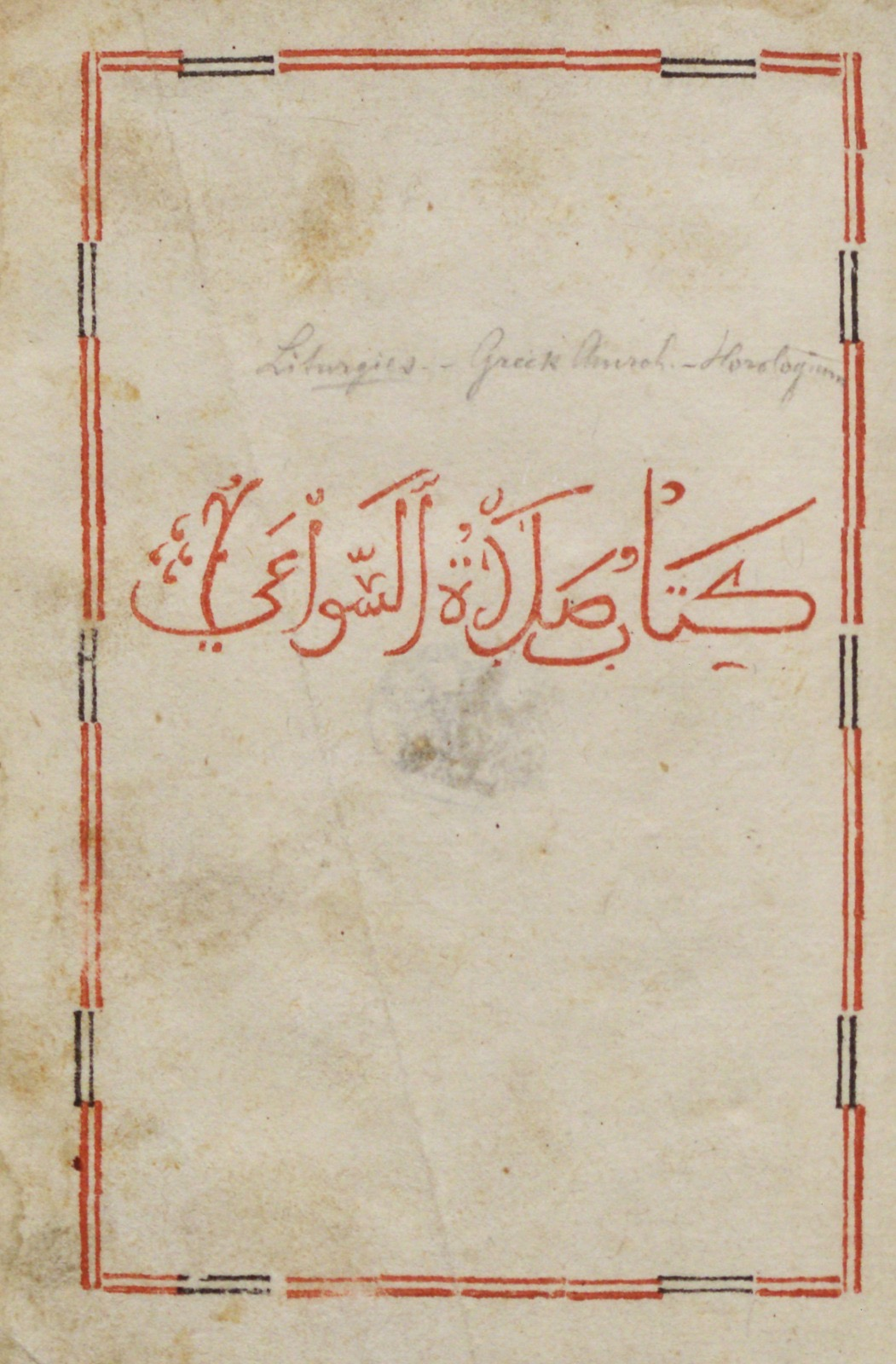
نُسخة من كتاب "صلاة السواعي" محفوظة في مكتبة جامعة أكسفورد. يُعد أول كتاب معروف طُبع باللغة العربية، وتم ذلك بطريقة الحرف المُتحرك.

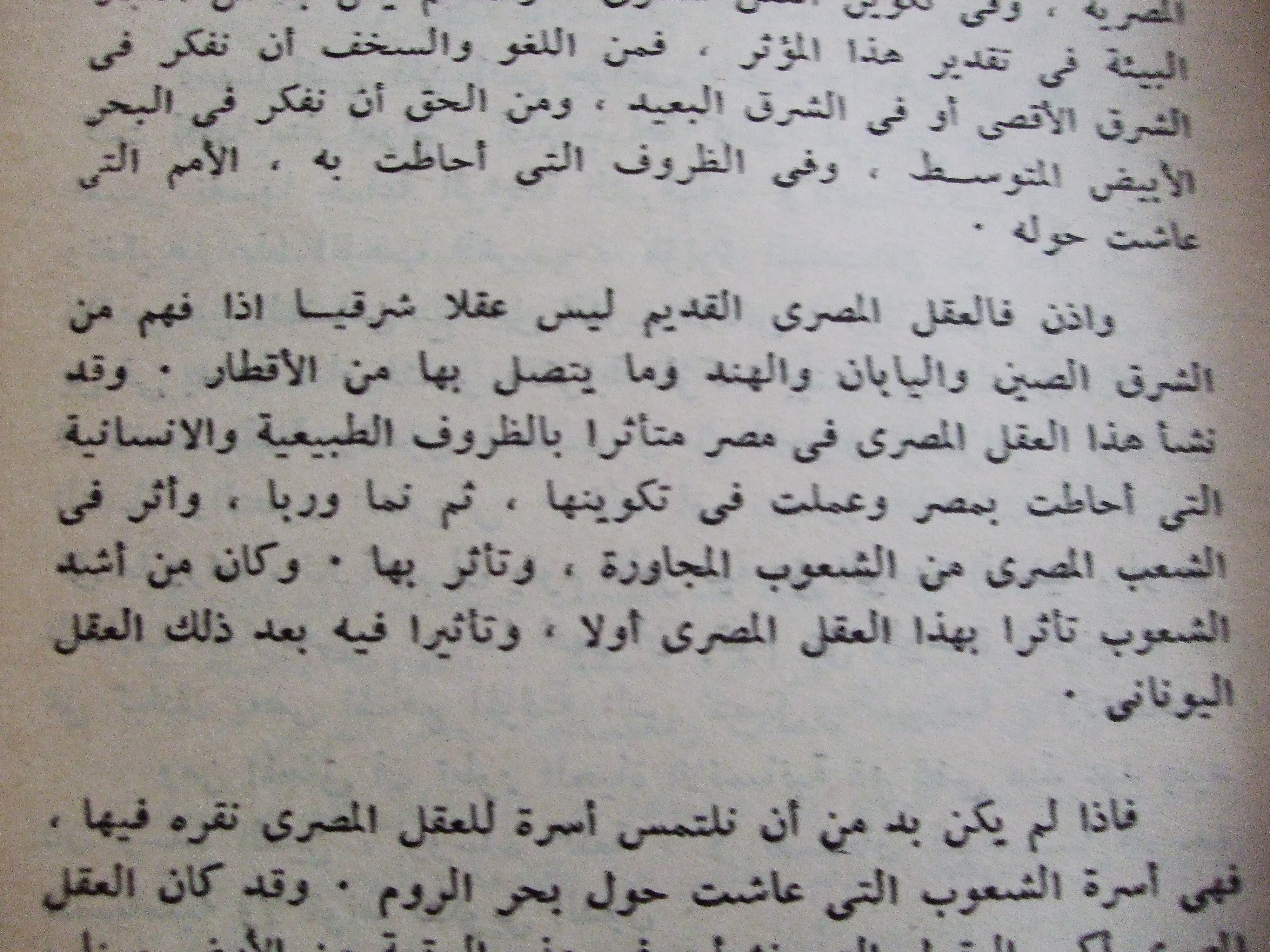
طباعة عربية حديثة - مستقبل الثقافة في مصر لطه حسين 1938م.

ظهرت الطباعة بطبع الكلمات والصور والتصميمات فوق الورق أو النسيج أو المعادن أو أي مواد أخرى ملائمة للطبع فوقها، وتتم بنسخ صور بطريقة ميكانيكية من خلال الطبع من سطح بارز، فكان يتم قديما الختم بالحجر وهذا يعدّ أقدم طرق الطباعة التي عرفت لدى البابليين والسومريين والإيبلاويين والأوغارتيين والأكاديين والحضارات في سوريا القديمة وبلاد ما بين النهرين، وكان يستعمل للاستغناء عن التوقيع على المستندات والوثائق والمعاهدات أو كرمز ديني، وكانت الوسيلة الأولى أختام يبصم بها فوق الطين أو حجر يخدش أو ينقش سطحه كذلك كان حجرة دائرية تغمس في الصبغة السائلة أو الطين ليطبع بها فوق سطح ناعم ومستو، لطبع ما كتب عليها كصورة متطابقة عكسيا ومقابلة كما في حضارات الجزيرة السورية، وتم استعمال الأختام الطينية المنقوشة بتصميم بسيط، منذ سنة 5000 ق م، وكانت تطبع على الأبواب المخصصة لحيازة وحفظ السلع، واختلفت أشكالها كتلك التي وجدت مغطاة بنقوش الحيوانات أو بأشكال أو أسماء ملكية.

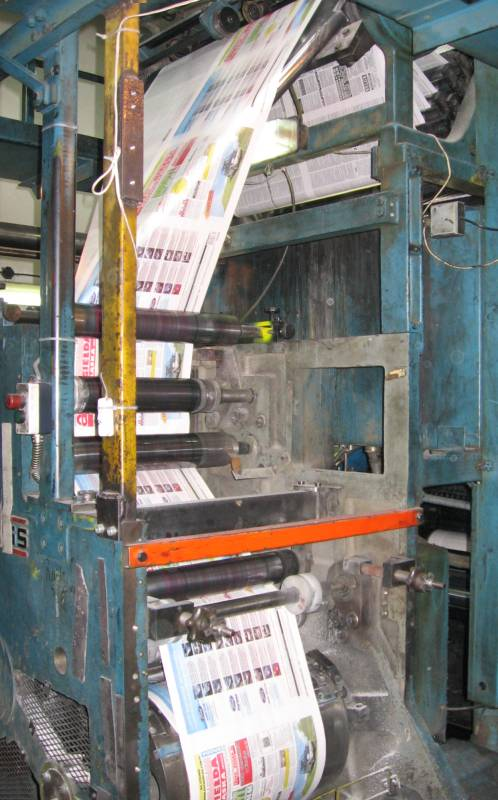
طباعة الجرائد

وبين سنتي 2000 و1800 ق م ازدهرت التجارة بين بلاد الرافدين والهند عبر الخليج، وكان من بين أهم التجارات أختام العلامات الدائرية التي عرفت بالأختام الفارسية الممهرة بالحيوانات، وكانت مصنوعة من الحجر الناعم، وكان لها نتوء مثقوب لتعليقها.
والطباعة هي طبع الكلمات والصور التصميمات فوق الورق أو النسيج أو المعادن أو أي مواد أخرى ملائمة للطبع فوقها. وهذا يطلق عليه فن جرافيك graphic arts(فنون تخطيطية أو تصويرية كاتصوير والرسم والكتابة). وتتم بنسخ صور من الأصل بطريقة ميكانيكية. وتاريخ الطباعة هو أكثر الوثائق وأعرقها. ويتم من خلال الطبع من سطح بارز. فكان يجري قديما الختم بالحجر وهذا يعدّ أقدم طرق الطباعة التي عرفت لدي البابليين وغيرهم وكان يستعمل للاستغناء عن التوقيع علي المستندات والوثائق والمعاهدات أو كرمز ديني. وكانت الوسيلة أختام أو طباعة ليبصم بها فوق الطين أو من الحجر بخدش أو نقش سطحه. وكان حجرة دائرية تغمس في الصبغة السائلة أو الطين وكلن يطبع فوق سطح ناعم ومستو لطبع ما كتب عليه كصورة متطابقة عكسيا ومقابلة.
أختام كرمة يرجع تاريخها للأسر المصرية 12-15. ومن بينها أختام محلية الصنع مصنوعة من العاج، أو العظم أو الصلصال مسطحة أو جعرانية الشكل أو محفورة بأنماط زخارف هندسية شبكية قائمة على المثلثات المحفورة.ووجدت أختام المكاتب الإدارية في القصر وبالقرب من بوابات المدينة. وأختام مصرية الصنع، متماثلة مع تلك التي تمَّ الكشف عنها في المواقع النوبية، والتي ترجع للنصف الثاني من المملكة الوسطى تصاميم زهرية أو لوالبية أو ألقاب أو أسماء لبعض صغار الموظفين أو من ذوى المناصب العليا في الحكومة مثل نائب الحاكم أو المبعوث الملكى. كما وجدت أختام مغطاة بنقوش حيوانات أو بأشكال أو أسماء ملكية يرجع تاريخها للأسرة المصرية 15م. وفي كرمة اكتشفت اختام تسلط ضوءاً على العلاقات كانت متطورة بين كرمة ومصر. ومعظم هذه الأختام اكتشفت بالمخازن والهياكل في المنطقة المحيطة بالدفوفة الغربية، أو في الجبانات المجاورة للهيكل. ويرجع تاريخها للأسر المصرية 12-15. ومن بينها أختام محلية الصنع مصنوعة من العاج، أوالعظم أو الصلصال مسطحة أو جعرانية الشكل أو محفورة بأنماط زخارف هندسية شبكية قائمة على المثلثات المحفورة.ووجدت أختام المكاتب الإدارية في القصر وبالقرب من بوابات المدينة. وأختام مصرية الصنع، متماثلة مع تلك التي تمَّ الكشف عنها في المواقع النوبية، والتي ترجع للنصف الثاني من المملكة الوسطى تصاميم زهرية أو لوالبية أ وألقاب أو أسماء لبعض صغار الموظفين أو من ذوى المناصب العليا في الحكومة مثل نائب الحاكم أو المبعوث الملكى. كما وجدت أختام مغطاة بنقوش حيوانات أو بأشكال أو أسماء ملكية يرجع تاريخها للأسرة المصرية الخامسة عشر، وهناك اختام من دلمون في شرق الجزيرة العربية ترجع للقرن 18 قبل الميلاد.
وهناك خلاف تاريخي حول من استعمل الطباعة لأول مرة بشكل واسع هل هم العرب أم الصينيين، وترجع بعض الوثائق المطبوعة المكتشفة في «جنيزة القاهرة» إلى القرن الثامن الميلادي نفس القرن الذي ظهرت به الطباعة في الصين، واستمرت الطباعة في الدولة الفاطمية خصوصا لطباعة الأحراز وألأأذكار، ثم منعت السلطات العثمانية الطباعة بالحروف العربية لاعتبارها حروفا مقدسة، ولكنها في بدايات القرن السابع عشر سمحت بها مرة أخرى، هذا ويذكر المؤرخون بأن أول مطبعة عربية أنشئت في التاريخ الحديث قد أنشئت على يد الموارنة في لبنان سنة 1610 ميلادية وهي مطبعة دير قزحيا جنوب مدينة طرابلس وكانت تستعمل الحروف السريانية والعربية بينما استعملت مطبعة دير مار يوحنا الصايغ التي أنشئت في الشوير في لبنان عام 1733 ميلادية الروف العلابية وكان مؤسسها هو عبد الله زاخر أصله من حماة بسوريا.

## في اللغة
- طَبَعَ الكِتَابَ: صَفَّ كَلِمَاتِهِ بِأَحْرُفٍ مَطْبَعِيَّةٍ لِنَقْلِهَا عَلَى الوَرَقِ بِوَاسِطَةِ الآلاَتِ الْمَطْبَعِيَّةِ. نقَلَ صورتَه من الحروف المعدنية المجموعة إلى الورق بوساطة المطبعة.
- طَبَعَ الشَّيْءَ: نَقَشَهُ، رَسَمَهُ.
- الطَّبَاعَةُ: حرفةُ نقل النسخ المتعددة من الكتابة أَو الصور بالآلات. (مج).
- الطَّبَّاعُ: من حِرْفَتُّه الطِّباعة.
- المَطْبَعَةُ: المكانُ المعدُّ لطباعةِ الكُتُبِ غيرها. (ج) مَطابعُ.

## تاريخها

### في العراق

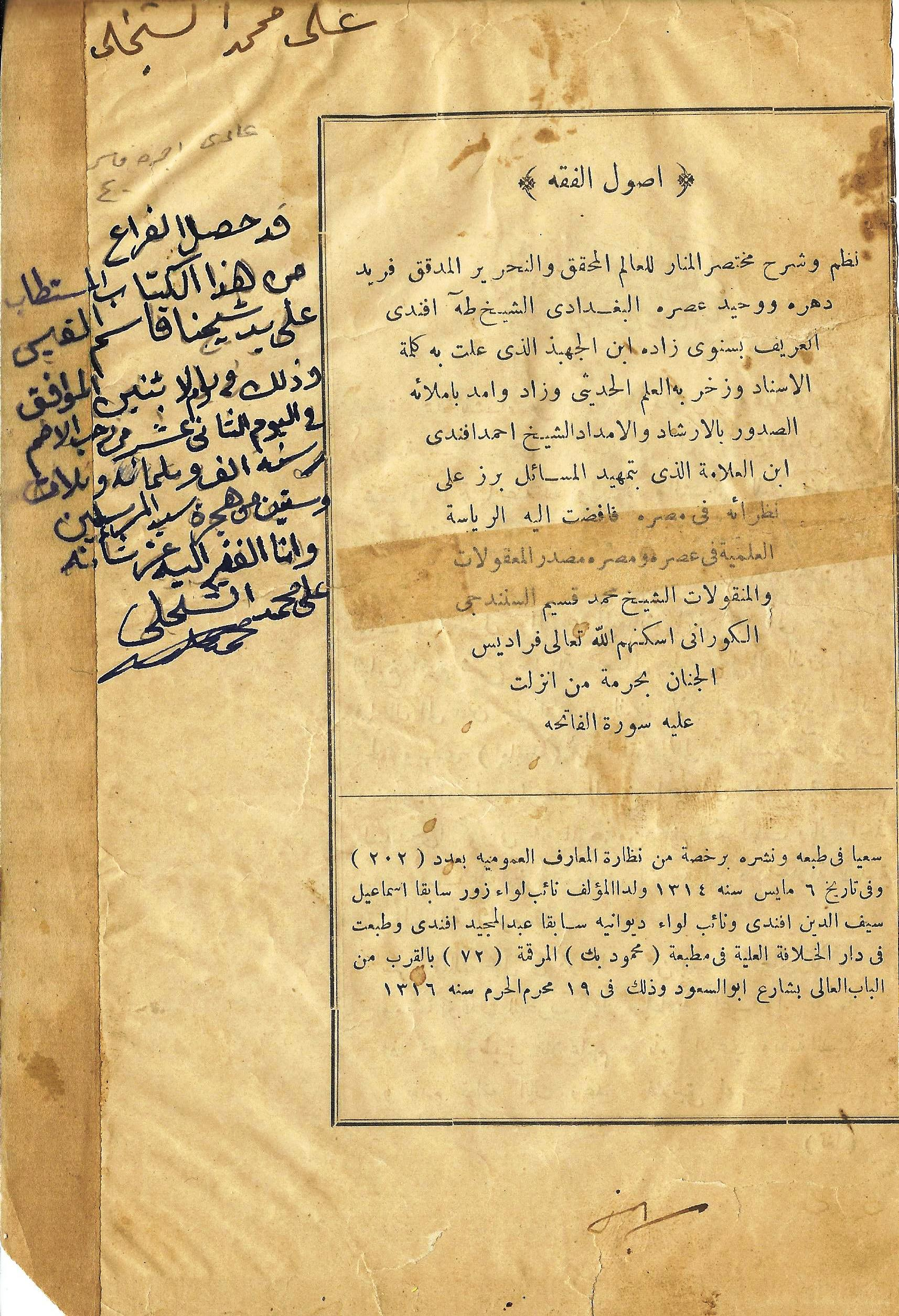

اكتشفت في العديد من المواقع الأثرية في سوريا والعراق مجموعة من الأختام الأسطوانية وغيرها قد تم استعمال الأختام الطينية المنقوشة بتصميم بسيط منذ سنة 5000 ق م. وكانت تطبع على الأبواب المخصصة لحيازة وحفظ السلع. كما تم العثور عليها على الأكياس والسلال التي كانت تنقل بنهري دجلة والفرات في سوريا والعراق. وفي عام 3500 ق م.تم اختراع الختم الأسطواني ويظهر هذا الحجر الأخضر والذي طوله 3.9 سنتيمترا والذي يعود تاريخه إلى 2300 ق م كما في ماري عى الفرات الأوسط. وعليه الآلهة من ذكور وإناث وتم التعرف عليهم من خلال خوذاتهم ذوات القرون كالإلهة عشتار وإله الشمس شمش وإله الماء إنكي يتبعه وزيره.
دخلت الطباعة متأخرة بسبب ظروف الحكم العثماني القاسية فيه آنذاك حيث أنشئت أول مطبعة حجرية في الكاظمية عام 1821 م ولكن الطباعة ظهرت بشكل حقيقي عام 1856 م عندما أسس الرهبان الدومينيكان مطبعة لهم في الموصل وأنشأوا فيها قسما خاصا بالتجليد والتذهيب وفي عام 1869 أنشأ الوالي العثماني مدحت باشا مطبعة الولاية لطبع جريدة البلاد الرسمية باللغتين العربية والتركية وهي مطبعة تجارية إلا أنها أهملت فيما بعد لفترة من الزمن ولم تطبع سوى الصحيفة الحكومية.

### في شرق المتوسط إلى الهند
خلال سنتي 2200ق م. 1800 ق م. ازدهرت التجارة بين بلاد الرافدين والهند عبر الخليج. وكان أهم التجارات أختام العلامات الدائرية circular stamp-seals التي عرفت بالأختام الفارسية الممهرة بالحيوانات وتتسم بالتجريدية. وبعضها كان عليه الثور المحدب وكتابات هندية. وكانت مصنوعة من الحجر الناعم وكان لها نتوء مثقوب لتعليقها. ومنذ حوالي سنة 2000 ق م. استبدلت الأختام الخليجية الفارسية بأختام دلمون Dilmun seals وكان نتوؤها أقل، ومحززة بثلاثة خطوط متوازية.
وكان الإغريق والرومان والمصريين وحضارات ما بين النهريين يمارسون النساخة للكتب والوثاق بخط اليد بالريشة أو القلم بعد غمسهما في الحبر السائل ليكتب بها فوق ورق البردي. وظل هذا الأسلوب في النسخ اليدوي متداولا حتي أيام العرب حيث كانوا يكتبون كلماتهم فوق الرق والجلد والعظام.. وعرفت الكتب بالمخطوطات Manuscripts. وفي روما كانت عملية النسخ لعدة طبعات بواسطة العبيد المتعلمين literate slave.

### في مصر
ظهرت أولى طابعة في مصر أثناء الحملة الفرنسية وهي طابعة أحضرها نابليون عام 1798 ميلادي والتي عرفت بطابعة البروبوجاندا أي الدعاية لأن نابليون أراد من خلالها استمالة المصريين إليه عن طريق الدعاية وكانت هذه الطابعة تطبع منشورات ومراسيم الحملة وقد عرفت هذه الطابعة بأسماء مختلفة مثل الطابعة الشرقية أو الطابعة الشرقية الفرنسية ولما استقرت أصبحت تعرف باسم الطابعة الأهلية وقد خرجت هذه المطبعة من مصر مع خروج الحملة الفرنسية منها عام 1801و بقيت مصر خالية من المطابع حوالي عشرين عاما حتى أنشأ محمد علي باشا عام 1821 مطبعة بولاق التي نشر فيها جريدة الحكومة الرسمية الوقائع المصرية كما نشر فيها المنشورات والمراسيم الحكومية والكتب المدرسية والعسكرية إلى جانب الكتب العربية القديمة أو الكتب التي أمر بترجمتها إلى اللغة العربية وقد بلغ عدد الكتب التي طبعتها هذه المطبعة فيما بين عامي 1822- 1830 م نحو خمسين كتابا ارتفع في نهاية عام 1850 إلى ثلاثمئة كتاب في مختلف الموضوعات الأدبية والتاريخية والفنية وفي مصر أنشئت المطبعة الأهلية القبطية عام 1860 م وبعد ذلك بستة أعوام أنشأ عبد الله أبو السعود مطبعة وادي النيل.
أما مصر فقد عرفت المطابع مع قدوم الحملة الفرنسية 1798 م، وأسس محمد علي أول مطبعة هي مطبعة بولاق عام 1819 م وكان أول ما طبعته قاموس عربي إيطالي وطبعت فيما بعد جريدة الوقائع المصرية وعرفت أول مطبعة حجرية في العراق سنة 1830 م وبفلسطين العام نفسه، وفي اليمن 1877 م وباقي الأقطار العربية والإسلامية فيما بعد.

### فياليمن
ظهرت أولى المطابع في اليمن عام 1877 ميلادي عندماوردها السلطان عبد الحميد الثاني في مارس 1877م. وأمر باصدار صحيفة صنعاء كصحيفة رسمية لولاية اليمن وصدرت صحيفة اسبوعية سنة 1297 هـ الموافق 1878 تصدر كل ثلاثاء وكانت أول صحيفة رسمية في شبه الجزيرة العربية بهدف خدمة المصالح الحكومية، ظهرت في بادئ الامر في 4 صفحات ثم في 8 صفحات، كما اهتمت بالأخبار العالمية وسياسة الإمبراطورية وأهم الاكتشافات العلمية.

### في الصين والشرق الأقصى
وفي القرن الثاني ميلادي كان الصينيون كانوا قد اخترعوا طريقة لطباعة الكتب. وهذه كانت تطورا للطباعة التي كانت تمارس من خلال طبع الرسومات والتصميمات علي القماش منذ القرن الأول م. ومما سهل الطباعة لدى الصينيين اختراعهم لصناعة الورق عام 105 ق م. وانتشار الديانة البوذية بالصين وقتها. وكانت مواد الكتابة وقتها السائدة في العالم الغربي القديم ورق البردي، papyrus والرق vellum (جلد رقيق) وهما لايلائمان الطباعة. لأن ورق البردي هش. والرق كان يؤخذ من الطبقة الداخلية لجلد الحيوانات الطازج وكان غالي الثمن.لكن الورق متين ورخيص. وكانت التعاليم البوذية تطلع بكميات كبيرة لشدة الطلب عليها ولانتشارها. وهذا ما جعل بداية الطباعة الميكانيكية تظهر. وفي سنة 200م. أخذ الصينيون يحفرون الكتابة والصور البارزة فوق قوالب خشبية. وكان كتاب Tipitaka البوذي المقدس يطبع عام 972 م. في 130 ألف صفحة بالقوالب الخشبية. وتطورت الطباعة من كليشهات خشبية صور عليها نص الصفحة بالكامل إلي طريقة التجميع لحروف المونوتيب movable type المتحركة وترصيصها في قوالب (شاسيه). ولأن الأبجدية الصينية تضم من 2000 - 40 ألف حرف منفصل separate characters. لهذا كانت الطباعة بالحروف تواجه مشكلة. لهذا لم تتبع الحروف المنفصلة وهذه المشكلة واجهت الكوريين في القرن 14م. وظلوا يتبعون الطريقة التقليدية بالطبع بقوالب الخشب المنقوشة نقشا يارزا.

### في أوروبا
في أوروبا صنعت الحروف البارزة والمتحركة وفي منتصف القرن 15 ظهرت آلة الطباعة على يد الألماني يوهانز جوتنبرج. لتتطور الطباعة الحدبثة التي تطبع بها الصحف والكتب بالملاببن على الورق. وهذا كان سببا في تطور الحضارة وانتشار المعرفة بشتى لغات أهل الأرض.
وفي أوروبا صنعت الحروف البارزة والمتحركة منتصف القرن الـ 15 م، وظهرت آلة الطباعة على يد الألماني يوهانس غوتنبرغ سنة 1436 م، لتحدث ثورة في عالم الاتصال عن طريق توفير المال والجهد، وتتطور الطباعة الحديثة التي تطبع بها الصحف والكتب مما يسمح بانتشار المعرفة بشتى اللغات.
شهدت الطباعة مجموعة من التحولات نوجزها كما يلي:
- قام أيرل أوف ستانهوب حوالي سنة 1800 م بصنع أول مطبعة كل أجزائها من الحديد.
- قام فريدريتش كوينج باختراع مطبعة ذات أسطوانة تدار بالبخار عام 1811 م بألمانيا، وكانت الأسطوانة الدوارة تقوم بضغط الورق على الحروف المصفوفة على سطح الآلة المستوي.
- استعملت صحيفة التايمز اللندنية مطبعة ذات أسطوانتين دوارتين تعمل بالبخار لأول مرة عام 1814م وتنتج 1100 نسخة في الساعة.
- في عام 1846 م اخترع الأمريكي ريتشارد هو المطبعة الدوارة، فكانت حروف الطباعة تثبت في أسطوانة دوارة بينما تقوم أسطوانة أخرى بإتمام الطبع، واستطاعت النماذج الأولى من المطابع إنتاج 8000 صفحة في الساعة، ثم أنتجت نماذج لاحقة منها 20000 نسخة في الساعة.
- وتمكن الأمريكي «وليم بولوك» عام 1865 م من الطباعة على أطوال ورقية متصلة مخترعا بذلك المطبعة الدوارة فائقة السرعة، التي تعمل بنظام الإمداد الورقي المتصل.
- تمكن أوتمار مارجنتيلر من تسجيل براءة اختراع مطبعة اللينوتيب بسبك سطر كامل من الحروف المصفوفة في قطعة واحدة من المعدن.
- تمكن الأمريكي تولبرت لانستون عام 1887 م من اختراع مطبعة المونوتيب التي تسبك وتصف الحروف في قطع منفصلة.

### عند العرب والمسلمين
عرف العرب الطباعة بالقوالب الخشبية التي انتقلت إليهم عن طريق الصينيين، وذلك بعد ظهور الإسلام بثلاثة قرون تقريبا، وكان العرب يعتمدون على نسخ الكتب يدويا بالخط العربي الذي تفننوا فيه، ولما ظهرت الطباعة في أوروبا لم يتحمس لها بعض العرب حرصا على دوام الكتابة بالخطوط العربية التي ألفتها العين، فضلا عن رفض بعض المسلمين طباعة القرآن الكريم في الآلات الجديدة.
ولم تكن هنالك طباعة في العالم العربي غير الطباعة بالقوالب الخشبية مع بداية القرن الميلادي العاشر، وظهرت أول حروف طباعة عربية على يد «مارتن روث» عام 1468 م الذي طبع ترجمة لكتاب «برنارد برايدنباخ» عن رحلته إلى الأماكن المقدسة، وكانت المحاولة الثانية في إسبانيا عام 1505 م بصدور كتاب وسائل تعلم قراءة اللغة العربية ومعرفتها، وفي عام 1516 م نشر كتاب «المزامير» بخمس لغات من بينها العربية، والمحاولة الثالثة كانت طبع الإنجيل عام 1591 م، وفي لبنان طبعت المزامير بالعربية عام 1610 م، وأول مطبعة أنشئت بها عام 1751 م، وسبقتها تركيا حيث ظهرت أول مطبعة عام 1727، شريطة أن لا يطبع فيها القرآن الكريم، وكانت حلب أول مدينة سورية تدخلها الطباعة ثم انتقلت إلى دمشق.

## مراحل تطورها
كانت بداية الطباعة الميكانيكية سنة 200 م عندما أخذ الصينيون يحفرون الكتابة والصور البارزة فوق قوالب خشبية، وكان كتاب TIPITAKA البوذي المقدس يطبع عام 970 م في 130 ألف صفحة بالقوالب الخشبية، ثم انتقلت إلى طبع نص الصفحة بالكامل ثم إلى التجميع لحروف المونوتيب المتحركة، وترصيصها في قوالب واستمرت فترة طويلة.
(تصفح مباعدة الجمل).

## تأثير آلة الطباعة في حركة النقل الألمانية

### الجوانب الكمية
تُشير التقديرات إلى ارتفاع إنتاج الكتب الأوروبية من بضعة ملايين إلى نحو مليار نسخة خلال مدة تقل عن أربعة قرون، بعد ابتكار غوتنبرغ لآلة الطباعة.

### التأثير الديني
كتب صموئيل هارتليب الذي نُفي إلى بريطانيا وكان متحمسًا للإصلاحات الاجتماعية والثقافية، في عام 1641: » سينشر فن الطباعة المعرفة لدرجة معرفة عامة الناس لحقوقهم وحرياتهم، ولن يخضعوا للاضطهاد«.
عُورضت الطباعة في العالم الإسلامي بشدة، خاصةً في المخطوطات العربية، خلال الفترة الحديثة المبكرة، على الرغم من السماح أحيانًا بالطباعة باللغة العبرية أو اللغة الأرمينية. وهكذا، كانت أول نسخة مطبوعة في حركة النقل في الإمبراطورية العثمانية باللغة العبرية في عام 1493. كانت طباعة الكتب الدينية خطيئة بالنسبة للأتراك، وفقًا لسفير الإمبراطورية العثمانية في إسطنبول في منتصف القرن السادس عشر. أصدر السلطان سليم الأول مرسومًا في عام 1515 تستحق ممارسة الطباعة بموجبه العقاب حتى الموت. سمح السلطان مراد الثالث ببيع الكتب غير الدينية المطبوعة بأحرف عربية، في نهاية القرن السادس عشر، ومع ذلك كانت معظم الكتب مستوردة من إيطاليا. أنشأ إبراهيم متفرقة أول آلة طباعة باللغة العربية في الإمبراطورية العثمانية، رغم معارضة الخطاطين وبعض فرق العلماء. كانت قيد التشغيل حتى عام 1742، إذ أنتجت ما مجموعه سبعة عشر عملًا، جميعها كانت مختصة بالمسائل غير الدينية والنفعية. لم تصبح الطباعة شائعة في العالم الإسلامي حتى القرن التاسع عشر.
حُظر اليهود من نقابات الطباعة الألمانية. نتيجةً لذلك، ظهرت الطباعة العبرية في إيطاليا، بدءًا من عام 1470 في روما، ثم انتشرت إلى مدن أخرى، مثل: باري وبيزا وليفورنو ومانتوا. كان للحكام المحليين سلطة منح أو إلغاء تراخيص نشر الكتب العبرية، تحمل الكثير من هذه المطبوعات خلال هذه الفترة عبارة» مُرخصة من قِبل الحكام« (تُشير إلى ترخيص مراقب المطبوعات لمطبوعاتهم) على صفحات عناوينهم.
كان من المُعتقد أن إدخال الطباعة» يقوي الدين ويعزز نفوذ الملوك«. كانت غالبية الكتب ذات صبغة دينية، مع ضبط الكنيسة والإمبراطورية للمحتوى. كانت عواقب طباعة المواد» الخاطئة«صارمة. استخدم ميرويتز مثال ويليام كارتر الذي طبع في عام 1584 كتيبًا مؤيدًا للكاثوليكية في إنجلترا التي يسيطر عليها البروتستانت. كانت عاقبة تصرفه الإعدام شنقًا.

### التأثير التربوي
كان لآلة الطباعة التي ابتكرها غوتنبرغ تأثيرات عميقة على الجامعات أيضًا. تأثرت الجامعات في» لغة المنح الدراسية والمكتبات والمناهج الدراسية وعلم أصول التدريس«.

#### لغة المنحة الدراسية
كانت معظم المواد المكتوبة باللغة اللاتينية، قبل اختراع آلة الطباعة. ومع ذلك، ازداد عدد الكتب المطبوعة وكذلك العامية، بعد اختراع الطباعة. لم تُستبدل اللاتينية بالكامل، لكنها ظلت لغة دولية حتى القرن الثامن عشر.

#### مكتبات الجامعة
بدأت الجامعات في هذا الوقت بإنشاء مكتبات مرافقة لها. "جعلت كامبريدج القسيس مسؤولًا عن المكتبة في القرن الخامس عشر ولكن أُلغي هذا المنصب في عام 1570 وأنشأت كامبريدج مكتبًا جديدًا لأمين مكتبة الجامعة في عام 1577. على الرغم من عدم رؤية جامعة لوفين الحاجة إلى مكتبة جامعية بناءً على فكرة أن أساتذة الجامعة هم المكتبة، بدأت المكتبات أيضًا في استلام الكثير من الكتب من الهدايا والمشتريات التي بدأ نفادها من الغرفة. حلّ هذه المشكلة رجلٌ يُدعى ميرتون (1589) والذي قرر رص الكتب على الرفوف بشكل أفقي. 

#### المناهج الدراسية
غيرت آلة الطباعة مكتبات الجامعة بعدة طرق. تمكن الأساتذة أخيرًا من مقارنة آراء مؤلفين مختلفين بدلًا من إجبارهم على النظر إلى مؤلف واحد فقط أو اثنين مُحددين. طُبعت الكتب الدراسية نفسها أيضًا بمستويات مختلفة من الصعوبة، بدلًا من مجرد كتاب تمهيدي واحد متاح.